# Иван Бангеев
Иван Христов Бангеев е български офицер, генерал-лейтенант, участник в Балканската (1912 – 1913) и Междусъюзническата война (1913), командир на 32-ри пехотен загорски полк през Първата световна война (1915 – 1918), началник на 2-ра пехотна тракийска дивизия (1927 – 1930) и на 2-ра военноинспекционна област (1930 – 1932).

## Биография
Иван Бангеев е роден на 30 юни 1876 г. в Карлово. През 1899 г. завършва Военното на Негово Княжеско Височество училище и е произведен в чин подпоручик. Служи в 23-ти пехотен шипченски полк. Взема участие в Балканската (1912 – 1913) и Междусъюзническата война (1913).
По време на Първата световна война (1915 – 1918) майор Бангеев командва първоначално дружина от 32-ри пехотен загорски полк, на 16 март 1917 г. е произведен в чин подполковник и по-късно командва и самият 32-ри пехотен загорски полк. „За бойни отличия през войната“ съгласно заповед № 679 от 1917 г. по Действащата армия е награден с Военен орден „За храброст“ IV степен 1 клас.. Съгласно заповед № 355 пт 1921 г. по Министерството на войната е награден с Военен орден „За храброст“ III степен 2 клас.
На 5 април 1920 е произведен в чин полковник. По-късно служи като началник на 1-во военно пловдивско окръжие, 2-ри пехотен тракийски полк, като помощник-председател на историческата комисия към ГЩ. През 1925 г. е назначен за офицер за поръчки към Щаба на армията. В периода (1927 – 1930) командва 2-ра пехотна тракийска дивизия, като на 3 септември 1928 е произведен в чин генерал-майор. През 1930 г. е назначен за началник на 2-ра военноинспекционна област, след което на 15 ноември 1932 е произведен в чин генерал-лейтенант и уволнен от служба.

## Семейство
Генерал-лейтенант Иван Бангеев е женен и има 2 деца.

## Военни звания
- Подпоручик (1899)
- Поручик (1903)
- Капитан (31 декември 1906)
- Майор (14 юли 1913)
- Подполковник (16 март 1917)
- Полковник (5 април 1920)
- Генерал-майор (3 септември 1928)
- Генерал-лейтенант (15 ноември 1932)

## Образование
- Военно на Негово Княжеско Височество училище (до 1899)

## Награди
- Военен орден „За храброст“ IV степен 1 клас (1917)
- Военен орден „За храброст“ III степен 2 клас (1921)